# ゼウス (プロレスラー)
ゼウス（1982年1月27日 - ）は、日本の男性プロレスラー、実業家、元プロボクサー、元ボディビルダー。血液型O型。本名：大林 賢将（おおばやし けんしょう）。大阪府大阪市生野区出身。大阪プロレス所属。
プロボクサー時代はゼウス金谷（ゼウスかねや）のリングネームで仲里・ATSUMIボクシングジムに所属していた。階級はクルーザー級。

## 人物
在日朝鮮人3世で幼少期の名前は「金 繁優（きん しげまさ、韓国語読み：キム・ボヌ）」。「金谷 成格（かなや しげまさ）」という通名を名乗っていた。
2011年3月11日、日本に帰化と同時に本名を現在の名前に改名。

## 経歴

### 生い立ち - ボディビル
出生時に体重が4000グラムと大きく、物心ついた頃から体を鍛え始める。子どもの頃からスポーツ万能である一方、ケンカにも明け暮れ、一人で20人を相手にした経験もある。
内進で進学した高校を素行不良で退学になり、大阪朝鮮高等学校に入り直したがまたも退学となる。19歳の頃に真面目に生きる決意をし、再びトレーニングに没頭。2003年、ジムの先輩に誘われボディビルの大会を見学し、来年の優勝を公言して本格的に挑戦。翌2004年、公言どおり大阪ボディビル選手権ライトヘビー級で優勝、当時の最年少記録を樹立。
その後、JPC（日本フィジーク委員会）のコンテスト（本人いわく「怪力コンテスト」）などでも優勝。ボディビルダーとして活動していた頃は、フライパンを軽々と折り曲げる怪力をTBS系の番組「オールスター感謝祭」等で披露したこともあった。

### プロレス

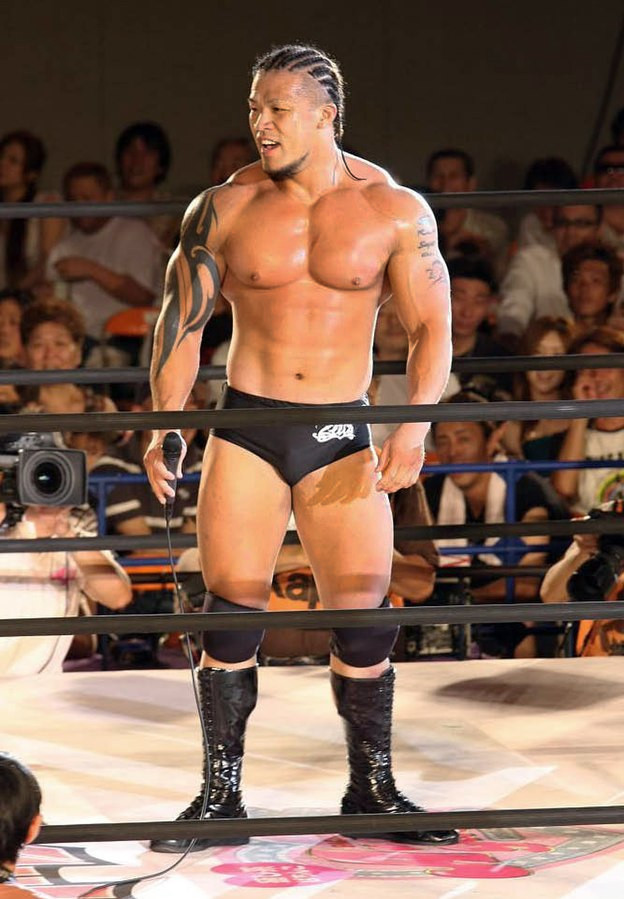
ハッスル時代

ボディビルダー時代の20歳の頃に一度、全日本プロレスに履歴書を送ったことがあったが、その時は採用されることはなかった。
2006年、履歴書を送っていた他にGammaの誘いもあり、大阪プロレスに入門。11月、ヒールユニット「バッドフォース」のメンバーとしてデビュー。12月にはデビュー1か月に満たないにもかかわらず、GAINAとのタッグで大阪プロレスタッグ王座を獲得。
2008年1月にバッドフォースを追放されてからは正規軍に加入。2月に行われた団体最大の興業「大阪ハリケーン」では新崎人生とシングルで対戦し勝利する。4月には若手選手による新ユニット「BLOOD&GUTS」を結成。同月の大阪プロレス9周年興業では曙とシングルで対戦し、敗れたものの200キロを超える曙をバックフリップで投げ飛ばすという怪力ぶりを発揮した。
亀田興毅似の顔立ちと大阪出身で大阪弁のため、ミラクルマンとの抗争で「亀田ゼウス」に改名させられそうになったが、試合に勝利しリングネームを死守した。そのためかハッスルでは「亀田」と呼ばれることが多々あった。
大阪に参戦していたKUSHIDAとの因縁からハッスル参戦を示唆、5月13日のハッスル・ハウス後楽園大会に乱入し坂田亘らを急襲、24日のハッスル・エイドにも乱入して川田利明をフライパンで急襲し参戦をアピールした。7月27日のハッスル横浜大会で行われたハッスルGP1回戦の「こ・り・た・ん」 vs 小路晃戦の試合前に小路をフライパン攻撃で失神させ、小路に替わり試合に参戦し圧勝する。8月21日のハッスル後楽園ホール大会では小路のリベンジマッチを受け、これを返り討ちにした。8月23日のハッスル大阪大会で行われたGP2回戦ではボブ・サップに勝利する。しかし、9月28日ハッスル名古屋大会で行われた準決勝では川田に敗れてしまった。10月ハッスル栃木大会ではメインの川田 vs 坂田の途中、観戦していた川田の父が発作で倒れた。父の容体が気になった川田だったが、ゼウスが試合会場から救急車へ担いで搬送した。

### ボクシング
2009年2月、日本人のヘビー級ボクサーを育成したいというオファーを受け、日本ボクシング界にヘビー級が復活したことをきっかけにボクサー転向を宣言し大阪プロレスを退団。仲里・ATSUMIボクシングジムに所属する。この時期、総合格闘家のRYOとボクシングルールのエキシビジョンマッチを経験。プロボクシングのライセンスを取得して12月、ゼウス金谷としてクルーザー級でプロデビューしたが、デビュー戦は4R判定負けとなった。
プロボクサーとして成功する道のりの険しさを知り、同時にプロレスへの愛情を再確認したことから、2010年4月22日、デビュー戦のみで協会に引退届けを提出。

### プロレス復帰
2010年4月29日、大阪プロレスでレスラーに復帰、同じくボディビル出身のThe Bodyguardとのタッグチーム「ザ・ビッグガンズ」として活動。
2013年、大阪市城東区にスポーツジム「キングジム」を開設。代表を務める。同ジムのスタッフには現DDTプロレスリングの吉村直巳がいた。
2014年、全日本プロレスで開催されるチャンピオン・カーニバルに参戦することが発表された。さらには大阪プロレスを退団したビリーケン・キッド、The Bodyguard、菅沼修、三原一晃、織部克巳と共に道頓堀プロレスにも参戦する。9月13日、DDTプロレスリングに参戦、DDT EXTREME級選手権試合で王者である男色ディーノとリング上で対戦相手以外の第三者の男性に3秒間キスをすると言う変則ルールでの王者戦に敗北した。試合後、松井幸則レフェリーに求愛をすることになった。
2015年2月7日、全日本プロレスで潮崎豪の持つ三冠ヘビー級王座に挑戦したが敗北。8月16日にも曙の持つ同王座に挑戦したが敗れた。

### 全日本プロレス
2015年9月1日、全日本プロレスに正式入団。12月23日、大阪府立体育会館第1競技場で行われた「レッスルドリーム」で秋山準＆大森隆男組を撃破し、ボディガーと共に第71代世界タッグ王者となった。ザ・ビッグガンズとしては、2018年までに合計4回世界タッグ王座に就いた。
2016年のチャンピオン・カーニバルでは優勝戦に駒を進めるも関本大介に敗れ準優勝、三冠ヘビー級王座にも4度挑戦するもいずれも敗れ、シングルのタイトルになかなか手が届かなかったが、2018年7月29日に地元の大阪府立体育会館第1競技場で宮原健斗を破り、5度目の挑戦で悲願の三冠王者となった。しかし3ヵ月後の10月21日、宮原のリベンジを許し三冠王座を手放す。
2019年7月10日、次期三冠王座挑戦権を賭け、崔領二と一騎討ちし勝利。崔とはもとより旧知の仲であったが、このシングルを契機にさらに距離を縮め、タッグを結成。9月3日、諏訪魔&石川修司の持つ世界タッグ王座に挑戦し、奪取に成功する。
2020年、イザナギより「神の軍団」（のち「PURPLE HAZE」に改名）への加入を勧誘され、1月26日に受諾。イザナギは大阪プロレス時代からの先輩で、二人でアジアタッグ王座獲得を宣言。8月15日、木高イサミ&宮本裕向の「ヤンキー二丁拳銃」よりタイトルを奪取し、第110代アジアタッグ王者となった。同年のチャンピオン・カーニバルでは、Aブロックを4戦全勝で勝ち抜き、宮原との優勝決定戦を制して、自身初優勝を飾るとともに史上3人目の全勝優勝を果たした。

### 大阪プロレス再興
2021年10月、大阪プロレスのオーナー兼社長に就任したことを発表した。同年7月30日に社長に就任し、8月6日には登記を更新、8月26日には前オーナーの阪上雄司から株式の譲渡を受けており、既に法人としての同社の経営権を掌握しているが、全日本との選手契約が年内一杯残っているため、大阪プロレスのオーナーとしての活動は2022年1月からとなる。なお全日本とは今後も協力関係を続けていく方針で、社長就任の記者会見にも全日本の福田剛紀社長・十枝利樹取締役が出席し支援を明らかにしている。5月1日、アゼリア大正で行われた旗揚げ3連戦の最終日で、三原一晃に勝利し第34代大阪プロレス王座を獲得。

## 得意技

### フィニッシュ・ホールド
ジャックハマー
チョークスラム
バイセップスエクスプロージョン
いわゆるアックスボンバー。実際にはアックスボンバーとラリアットの中間のフォームで打たれるのが特徴。技名は直訳すると「二頭筋爆発」となる。
コーナーからのダイビング式はバイセップス・ニュークリア・エクスプロージョン（二頭筋核爆発）となる。

### 投げ技
カタボリックメルトダウン
相手の体をリフトアップしてからオクラホマ・スタンピードに移行する技。
ジハード
アルゼンチン・バックブリーカーの体勢からダイヤモンド・カッターに移行する技。太陽ケアのH5Oや中西学のヘラクレス・カッターと同型。ハッスルでは技名が「神々の怒り」になる。
ヘラクレスカッターと同型。
ゼウスボム
シットダウン式パワーボム。
コウモリ吊り落とし

### 関節技 、絞め技
アルゼンチンバックブリーカー
膝十字固め
イーグルネルソン
フルネルソンに捕らえた相手の体を左右に大きく揺さぶったあと相手に尻餅をつかせ、相手の左足の内側に自身の左足を引っ掛けた状態で相手の首や肩を痛めつけていく。
三沢式フェイスロック
尻餅状態の相手の背後から左腕を取り、その腕を跨ぐ様にして自らの左脚に巻き込み、その状態から相手の顔面を両手で締め上げる変型の腕極め式フェイス・ロック。

## 入場曲
- 「祭」（The Stronger ZEUS） / Arm Strong
- ディープ・パープル「Burn」 - PURPLE HAZEでの入場時

## タイトル歴
大阪プロレス
- 大阪プロレス王座（第28代、第34代）
- 大阪プロレスタッグ王座（第15代、第28代、第34代） - パートナーはGAINA（第15代）、The Bodyguard（第28代、第34代）
- 世界タコヤキ級王座（第5代）
- 天王山優勝（2013年、2023年）
- 大阪タッグフェスティバル優勝（2008年、2013年） - パートナーは原田大輔（2008年）、The Bodyguard（2013年）、タイガースマスク（2024年）

プロレスリングZERO1
- NWA UNヘビー級王座（第19代）
- NWAインターコンチネンタルタッグ王座（第26代） - パートナーは田中将斗
- 風林火山優勝（2012年） - パートナーはジェームス・ライディーン

DDTプロレスリング
- アイアンマンヘビーメタル級王座（第1017代）

全日本プロレス
- 三冠ヘビー級王座（第61代）
- 世界タッグ王座（第71代、第73代、第75代、第81代、第86代） - パートナーはボディガー（第71代 - 第81代）、崔領二（第86代）
- アジアタッグ王座（第110代） - パートナーはイザナギ
- チャンピオン・カーニバル 優勝（2020年）